# Liste der Bodendenkmäler in Georgensgmünd
Auf dieser Seite sind die Bodendenkmäler in der mittelfränkischen Gemeinde Georgensgmünd zusammengestellt. Diese Tabelle ist eine Teilliste der Liste der Bodendenkmäler in Bayern. Grundlage ist die Bayerische Denkmalliste, die auf Basis des Bayerischen Denkmalschutzgesetzes vom 1. Oktober 1973 erstmals erstellt wurde und seither durch das Bayerische Landesamt für Denkmalpflege geführt wird. Die folgenden Angaben ersetzen nicht die rechtsverbindliche Auskunft der Denkmalschutzbehörde.

## Bodendenkmäler in Georgensgmünd
| Lage                     | Objekt | Akten-Nr.     | Bild |
| ------------------------ | --- | ------------- | ---- |
| Georgensgmünd (Standort) | Siedlung vorgeschichtlicher Zeitstellung oder des Mittelalters.                                                                             | D-5-6731-0025 |      |
| Georgensgmünd (Standort) | Grabenwerk vor- und frühgeschichtlicher oder mittelalterlicher Zeitstellung.                                                                | D-5-6731-0036 |      |
| Georgensgmünd (Standort) | Siedlung vorgeschichtlicher Zeitstellung | D-5-6731-0081 |      |
| Georgensgmünd (Standort) | Siedlung der Steinzeiten. | D-5-6732-0017 |      |
| Georgensgmünd (Standort) | Siedlung der Urnenfelderzeit. | D-5-6732-0078 |      |
| Georgensgmünd (Standort) | Siedlung der späten Bronzezeit. | D-5-6732-0164 |      |
| Georgensgmünd (Standort) | Siedlung der Bronzezeit. | D-5-6732-0166 |      |
| Georgensgmünd (Standort) | Siedlung vorgeschichtlicher Zeitstellung | D-5-6732-0172 |      |
| Georgensgmünd (Standort) | Siedlung vorgeschichtlicher Zeitstellung.                                                                                                   | D-5-6732-0173 |      |
| Georgensgmünd (Standort) | Mittelalterliche und frühneuzeitliche Befunde im Bereich der Evang.-Luth. Kirche St. Oswald.                                                | D-5-6732-0192 |      |
| Georgensgmünd (Standort) | Mittelalterliche und frühneuzeitliche Befunde im Bereich der Evang.-Luth. Kirche.                                                           | D-5-6732-0194 |      |
| Georgensgmünd (Standort) | Bestattungsplatz des Neolithikums. | D-5-6831-0001 |      |
| Georgensgmünd (Standort) | Siedlung vorgeschichtlicher Zeitstellung.                                                                                                   | D-5-6831-0153 |      |
| Georgensgmünd (Standort) | Siedlung der Steinzeiten und der Hallstattzeit.                                                                                             | D-5-6832-0002 |      |
| Georgensgmünd (Standort) | Siedlung vorgeschichtlicher Zeitstellung.                                                                                                   | D-5-6832-0003 |      |
| Georgensgmünd (Standort) | Siedlung vorgeschichtlicher Zeitstellung.                                                                                                   | D-5-6832-0005 |      |
| Georgensgmünd (Standort) | Siedlung vorgeschichtlicher Zeitstellung.                                                                                                   | D-5-6832-0006 |      |
| Georgensgmünd (Standort) | Grabenwerk vor- und frühgeschichtlicher oder mittelalterlicher Zeitstellung.                                                                | D-5-6832-0136 |      |
| Georgensgmünd (Standort) | Siedlung vorgeschichtlicher Zeitstellung.                                                                                                   | D-5-6832-0137 |      |
| Georgensgmünd (Standort) | Siedlung der Bronzezeit. | D-5-6832-0156 |      |
| Georgensgmünd (Standort) | Mittelalterliche und frühneuzeitliche Befunde im Bereich der Evang.-Luth. Pfarrkirche St. Georg in Georgensgmünd und ihrer Vorgängerbauten. | D-5-6832-0158 |      |
| Georgensgmünd (Standort) | Mittelalterliche und frühneuzeitliche Befunde im Bereich der Evang.-Luth. Kirche.                                                           | D-5-6832-0161 |      |
| Georgensgmünd (Standort) | Frühneuzeitliche archäologische Befunde im Bereich der ehem. Synagoge in Georgensgmünd.                                                     | D-5-6832-0201 |      |
| Georgensgmünd (Standort) | Archäologische Befunde der frühen Neuzeit im Bereich des ehem. jüdischen Leichenhauses und Friedhofs in Georgensgmünd.                      | D-5-6832-0202 |      |